# Кевін Сміт
Кевін Патрік Сміт (англ. Kevin Patrick Smith; 2 серпня 1970, Ред Бенк, Нью-Джерсі) — американський режисер, актор і автор сценаріїв, творець кінокомпанії «View Askew Productions», яка продюсує всі фільми Сміта, а також автор коміксів. Найвідоміші фільми — Клерки та Догма.
Дія багатьох картин Сміта відбувається в його рідному штаті Нью-Джерсі. Сміт створив своєрідний «Всесвіт View Askew», який став місцем дії більшості фільмів. Фільми також об'єднує присутність двох харизматичних персонажів — Джея і Мовчазного Боба (останнього грає сам Кевін Сміт).

## Біографія

### Юність
Сміт народився у містечку Ред Бенк в штаті Нью-Джерсі, він був молодшим із трьох дітей у сім'ї поштового службовця Дональда Сміта. Сміт з дитинства захопився кіно, а в школі був офіційним оператором баскетбольної команди. Сильне враження на нього справив малобюджетний фільм Річард Лінклейтер «Slacker» (Халявщиків), подивившись його, він вирішив професійно займатися кіно. У 1992 році Сміт вступив до Ванкуверської школи кіно, але через чотири місяці був відрахований. Одним з однокурсників Сміта у Ванкувері був Скотт Мозье, який став Сміту близьким другом, а згодом продюсував більшість його робіт.

### «Клерки» і «Лобуряки»
Повернувшись до Нью-Джерсі, Сміт став працювати продавцем у супермаркеті. Цей досвід зрештою надихнув його на створення фільму Клерки. Бюджет чорно-білого фільму, який склав всього 27 575 доларів, Сміт зібрав з власних коштів, для чого йому довелося продати свою колекцію коміксів. Щоб звести витрати до мінімуму, Сміт запросив на ролі у фільмі своїх друзів і місцевих акторів-аматорів і знімав ночами в тому ж магазині, в якому працював вдень.
«Клерки» були вперше показані в 1994 на кінофестивалі «Санденс», де фільм привернув увагу скаутів кінокомпанії «Miramax», які купили права на нього за 250 000 доларів. Спочатку фільм був заборонений до перегляду особам молодше 17 років (це був перший випадок, коли таке обмеження було встановлено виключно через нецензурну лексику), але «Miramax» і Сміт у суді домоглися перекладу фільму в «легшу» категорію. У результаті фільм, знятий за мізерну суму, вийшов в обмежений прокат у всій країні, заробив понад три мільйони доларів і добився визнання серед шанувальників незалежного кіно.
«Клерки» стали першим фільмом, в якому з'являється «Всесвіт View Askew» («View Askewniverse») — вигадане місце між містечками Леонардо і Ред Бенк в штаті Нью-Джерсі. Безпосередньо у Всесвіті View Askew розгортається дія «клерки», «Клерки 2» і «Лобуряки», ще він так чи інакше згадується в «Догма» і «Джей і мовчазний Боб завдають удару у відповідь», а дія «У гонитві за Емі» відбувається хоч і не у View Askewniverse, але все одно в Нью-Джерсі. Фільми об'єднує не тільки місце дії: другорядні персонажі, з'явившись одного разу в одному з фільмів, можуть знову зустрітися в наступному.
В 1995 Сміт зняв за власним сценарієм фільм «Лобуряки», другий фільм з так званої «Джерсійской трилогії». У фільмі зображені «трудові будні» двох лобурів (Джейсон Лі та Джеремі Ландон), які цілими днями вештаються гіпермаркетом. Також у фільмі були зайняті Шеннен Доерті («Беверлі-Хіллз, 90210») і тоді ще нікому не відомий Бен Аффлек. Фільм поступався «Клеркам» і в підсумку обернувся комерційною невдачею; збори склали 2,1 млн доларів.

### Комерційний успіх
В 1997 року Сміт випустив прихильно зустрінуту критиками комедію «В гонитві за Емі» (Chasing Amy), завершуючий фільм «Джерсійской трилогії», про молодого чоловіка (Бен Аффлек), який закохалався в лесбійку (Джоей Лорен Адамс). Під час зйомок «В погоні за Емі» Сміт зустрічався з Джоей Лорен Адамс, що зіграла головну роль. Через рік Сміт познайомився з журналісткою газети «USA Today» Дженніфер Швальбах, яка брала в нього інтерв'ю. Пізніше вони одружилися.
В 1999 року був випущений найвідоміший фільм Кевіна Сміта — «Догма». «Догма» була задумана ще після «Клерків», але зйомки фільму були відкладені, і почалися, тільки коли у Сміта з'явилося достатньо коштів, щоб втілити всі свої задуми. У центрі картини знаходиться католичка, яка втратила віру (Лінда Фіорентіно), яка була обрана зверху, щоб перешкодити двом ангелам, що оступилися (Бен Аффлек і Метт Деймон) повернутися до раю, скориставшись «діркою» в католицькому догматі. Оскільки Бог ще раніше назавжди заборонив ангелам повертатися до раю, ангели отримали можливість довести, що Бог може помилятися, тим самим створивши нерозв'язне протиріччя, яке призведе до кінця світу. Попри те, що сам Сміт був католиком, ряд релігійних груп звинуватили фільм у антікатоліцизмі і богохульстві і організовували акції протесту, причому не тільки на прем'єрі, але навіть коли фільм ще не був знятий до кінця, а сам Сміт отримував погрози. При бюджеті в 10 млн доларів збори тільки в США перевищили 30 млн.
Сміт в основному працює з одними й тими ж акторами. Більшість знімалися більш ніж в одній картині, а деякі стали відомими саме після ролей у фільмах Сміта. Серед них: Джейсон Лі, Бен Аффлек, Джоей Лорен Адамс, Джейсон Мьюз, Метт Деймон, Брайан О'Халлоран та Джефф Андерсон. Практично у всіх фільмах знімаються сам Сміт і Скотт Мозье.

### Останні фільми
В 2001 р. Сміт випустив, за його словами, останній фільм за участю Джея і Мовчазного Боба — «Джей і Мовчазний Боб завдають удару у відповідь» (Jay and Silent Bob Strike Back). За сценарієм Джей і Мовчазний Боб здійснюють подорож в Голлівуд, щоб не допустити екранізацію коміксу «Пихарь і Хронік» (в оригіналі — «Bluntman and Chronic»), в основі якого лежали самі Джей і Мовчазний Боб. У головних i (в основному) епізодичних ролях було зайнято величезна кількість зірок, в тому числі Шеннон Елізабет, Вілл Фаррелл, Шон Вільям Скотт, Ґас Ван Сент, Кріс Рок, Вес Крейвен, Шеннен Доерті, Аланіс Моріссетт, Марк Хемілл, Джейсон Біггс та Джеймс Ван Дер Бік. Сміта звинувачували в тому, що у фільмі було надто багато жартів на адресу гомосексуалів. Щоб спростувати звинувачення, Сміт вніс пожертвування до Фонду Метью Шепард. Нова картина зібрала 30 млн доларів у прокаті в Штатах і ще 36 млн на відеопрокаті.
Наступним фільмом Сміта став «Дівчина з Джерсі» (2004 рік) про чоловіка (його грає Бен Аффлек), що виховує дочку після смерті дружини (Дженніфер Лопес). Другий поспіль фільм, в якому головні ролі виконали Аффлек і Лопес (після зовсім провального «Джильї»), які на той час зустрічалися, сильно відрізнявся від попередніх картин Сміта і був в цілому прохолодно зустрінутий критикою і шанувальниками 20Girl.
В 2006 р. на екрани вийшов сіквел дебютного фільму Сміта — «Клерки 2» (Clerks II), в якому розповідається про головних героїв першого фільму через десять років, і в якому знову з'являються Джей і Мовчазний Боб.

### Комікси
Кевін Сміт — великий шанувальник коміксів, і він сам малював комікси, в основному на сюжети своїх же фільмів з улюбленими персонажами публіки Всесвіту View Askew. Кілька коміксів і показаний телебаченням шестисерійний мультфільм були присвячені персонажам «Клерків», також вийшла міні-серія коміксів У гонитві за догмою , в яких розповідалося про Джея і Мовчазного Боба між «У гонитві за Емі» і «Догмою». Сміт говорив про те, що хотів би намалювати міні-серію коміксів про пригоди Бартлбі і Локі (з «Догми») і комікс-сіквел до «Лобуряк» (Mallrats).
Крім того, Сміт співпрацював з компанією Marvel Comics. У 1999 р. він написав вісім випусків коміксу «Шабайголова» (Daredevil).
В 1999 р. Сміт став лауреатом премії за досягнення в області коміксів Харві в номінації «Прорив року».

### Участь у сторонніх проектах в кіно і на телебаченні
Сміт був одним з виконавчих продюсерів фільму «Розумник Вілл Гантінґ» (Good Will Hunting), де в головних ролях знялися його друзі Метт Деймон і Бен Аффлек. Після того, як Деймон і Аффлек отрималиОскара за найкращий сценарій, поповзли чутки, що Сміт доклав руку до сценарію, проте сам Сміт спростовує ці чутки.
Сміт доклав руку до написання сценарію фільму «Бар „Гидкий койот“», хоча не зовсім ясно, чи увійшли в остаточний варіант фільму які-небудь задумки Сміта. Він також грав невеликі ролі (в тому числі самого себе) в окремих епізодах популярних американських і канадських серіалів.

## Спілкування з фанатами
Кевін Сміт відомий своїм спілкуванням з фанатами.
На своєму сайті  він розміщує інформацію про свої фільми і часто спілкується із шанувальниками.
З 1998 року він проводить власний кінофестиваль Vulgarthon в Ред Бенк, Нью-Джерсі (лише у 2005 р. він пройшов в Лос-Анджелесі), де відвідувачі можуть не лише подивитися фільми, а й поспілкуватися з акторами та членами знімальної групи.
Так, гостями фестивалю були в різний час були Бен Аффлек, Джейсон Мьюз, Брайан О'Халлоран, Джейсон Лі, що знімалися у фільмах Сміта і дружина Сміта Дженніфер Швальбах.
Сміт неодноразово виступав у різних коледжах. Деякі виступи в жанрі «питання-відповідь» було видано на DVD під назвою «An Evening with Kevin Smith» (Вечір з Кевіном Смітом). DVD розійшовся великим тиражем.
У 2006 р. Кевін Сміт видав свою першу книгу спогадів під назвою Silent Bob Speaks.

## Цікаві факти
- Кевін Сміт, будучи шанувальником коміксів, назвав свою дочку Гарлі Квін на честь злодійки з всесвіту Бетмена.
- Кевін є шанувальником хокейної команди з його рідного штату — Нью Джерсі Девілс. У фільмах не раз можна помітити героїв, що ходять в ігрових светрах цієї команди.

## Фільмографія

### Режисер і автор сценарію
- Клерки (Clerks, 1994)
- Тусовщики з супермаркету (Mallrats, 1995)
- У гонитві за Емі (Chasing Amy, 1997)
- Догма (Dogma, 1999)
- Джей і мовчазний Боб завдають удару у відповідь (Jay and Silent Bob Strike Back, 2001)
- Дівчина з Джерсі (Jersey Girl, 2004)
- Клерки 2 (Clerks II, 2006)
- Зак і Мірі знімають порно (Zack and Miri Make a Porno, 2008)
- Червоний штат (Red State, 2011)
- Бивень (Tusk, 2014)
- Жахливі свята (Holidays, 2016)
- Йогануті (Yoga Hosers, 2016)
- Джей та Мовчазний Боб: Перезавантаження (Jay and Silent Bob Reboot, 2019)
- Killroy Was Here (2021)
- Клерки 3 (Clerks III, 2022)

### Режисер
- Парочка копів (Cop out, 2010)

### Продюсер
- Клерки (Clerks.)
- Тусовщики з супермаркету (не згадано в титрах)
- Drawing Flies
- A Better Place
- У гонитві за Емі (Chasing Amy; не згаданий у титрах)
- Розумник Вілл Гантінґ (Good Will Hunting; співпродюсер)
- Догма (Dogma; не згаданий у титрах)
- Vulgar
- Джей і Мовчазний Боб завдають удару у відповідь (Jay and Silent Bob Strike Back; не згаданий у титрах)
- Дівчина з Джерсі (Jersey Girl; не згаданий у титрах)
- Клерки 2 (Clerks II)
- Зак і Мірі знімають порно (Zack & Miri Make a Porno)
- Джей та Мовчазний Боб: Перезавантаження (Jay and Silent Bob Reboot)
- Клерки 3 (Clerks III)

### Актор
- Клерки (Clerks)
- Тусовщики з супермаркету
- Drawing Flies
- У гонитві за Емі (Chasing Amy)
- Догма (Dogma,)
- Крик 3 (Scream 3)
- Vulgar
- Джей і Мовчазний Боб завдають удару у відповідь (Jay and Silent Bob Strike Back)
- Шибайголова (Daredevil)
- Клерки 2 (Clerks II)
- Southland Tales
- Bottom's Up
- Злови і відпусти
- Tail Lights Fade
- Міцний горішок 4.0 (Die Hard 4.0)
- Зак і Мірі знімають порно (Zack and Miri Make a Porno, 2008)
- Fanboys (Фанати, 2009)
- Джей та Мовчазний Боб: Перезавантаження
- Клерки 3 (Clerks III)